# Światowa Wspólnota Kościołów Reformowanych
Światowa Wspólnota (Komunia) Kościołów Reformowanych – wspólnota Kościołów reformowanych, prezbiteriańskich, kongregacjonalnych, waldensów, unijnych i jednoczących ("united and uniting"), która powstała z połączenia Światowego Aliansu Kościołów Reformowanych i Reformowanej Rady Ekumenicznej. Połączenie dokonało się podczas konwencji odbywającej się w dniach 18–27 czerwca 2010 roku w Grand Rapids. W skład organizacji wchodzi 233 Kościołów, reprezentujących 100 mln wiernych w 110 krajach.
Wspólnota włączyła się w działalność Globalnego Forum Chrześcijańskiego.
5 lipca 2017 przewodniczącą (prezydentką) Wspólnoty została pastor Naila Kassab z Libanu. 
Członkiem Wspólnoty jest Kościół Ewangelicko-Reformowany w RP.
5 lipca 2017 Wspólnota przystąpiła do Wspólnej deklaracji o usprawiedliwieniu.